# حزب ويكيليكس
حزب ويكيليكس (بالإنجليزية: WikiLeaks Party)‏ هو حزب سياسي أسترالي، أسس في 2 يوليو 2013، وحل في 23 يوليو 2015، وقد بلغ عدد أعضائه 2,000 في 2013.

## أعضاء بارزون
- كود سباركل
- تحديث القائمة

- جوليان أسانج (2012 - 2015)